# 赫爾克里士灣

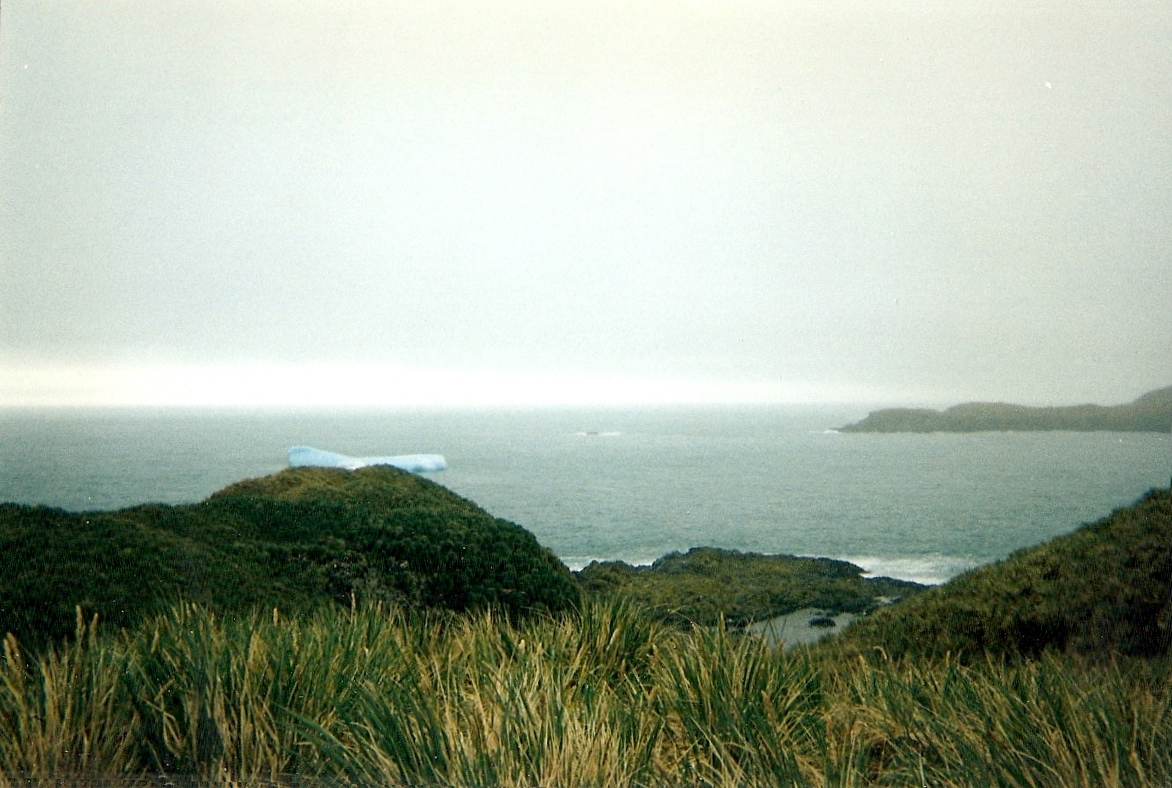

赫爾克里士灣（英語：Hercules Bay），是南極洲的海灣，位於南喬治亞群島，處於桑德斯角以西，寬1公里，由挪威捕鯨者命名，該海灣由英國海外領土管轄。